# Bleiberger Bergwerks Union

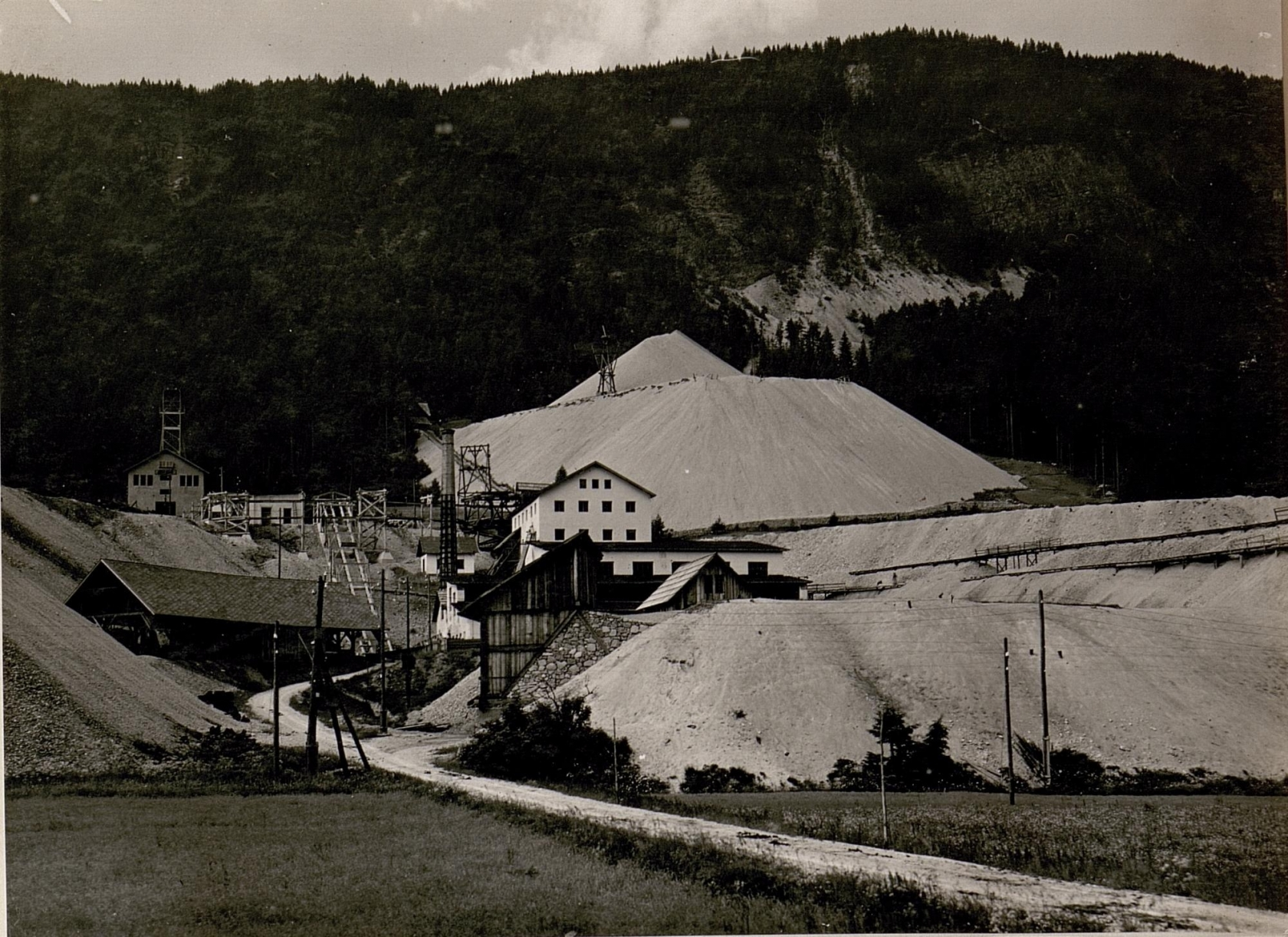
Bleibergwerk in Bleiberg (1917)

Die Bleiberger Bergwerks Union (kurz BBU) war ein Bergbau- und Hüttenwerksunternehmen, das in Bleiberg in Kärnten seinen Hauptsitz hatte und in Arnoldstein bei Villach über ein ausgedehntes Industrieareal verfügte. 

## Geschichte

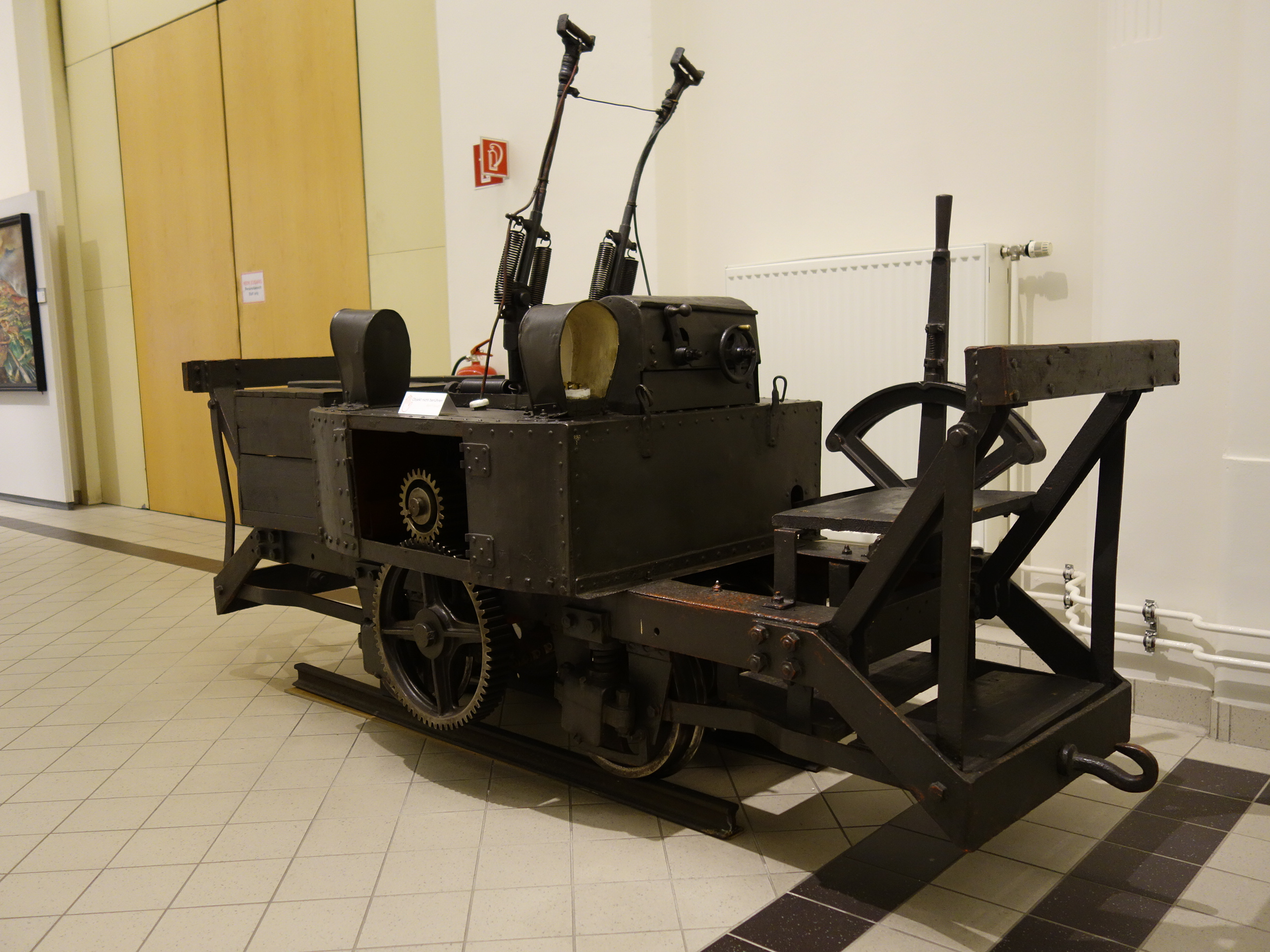
Elektrische Grubenlok von 1892 (Hersteller Ganz & Comp.) im TMW

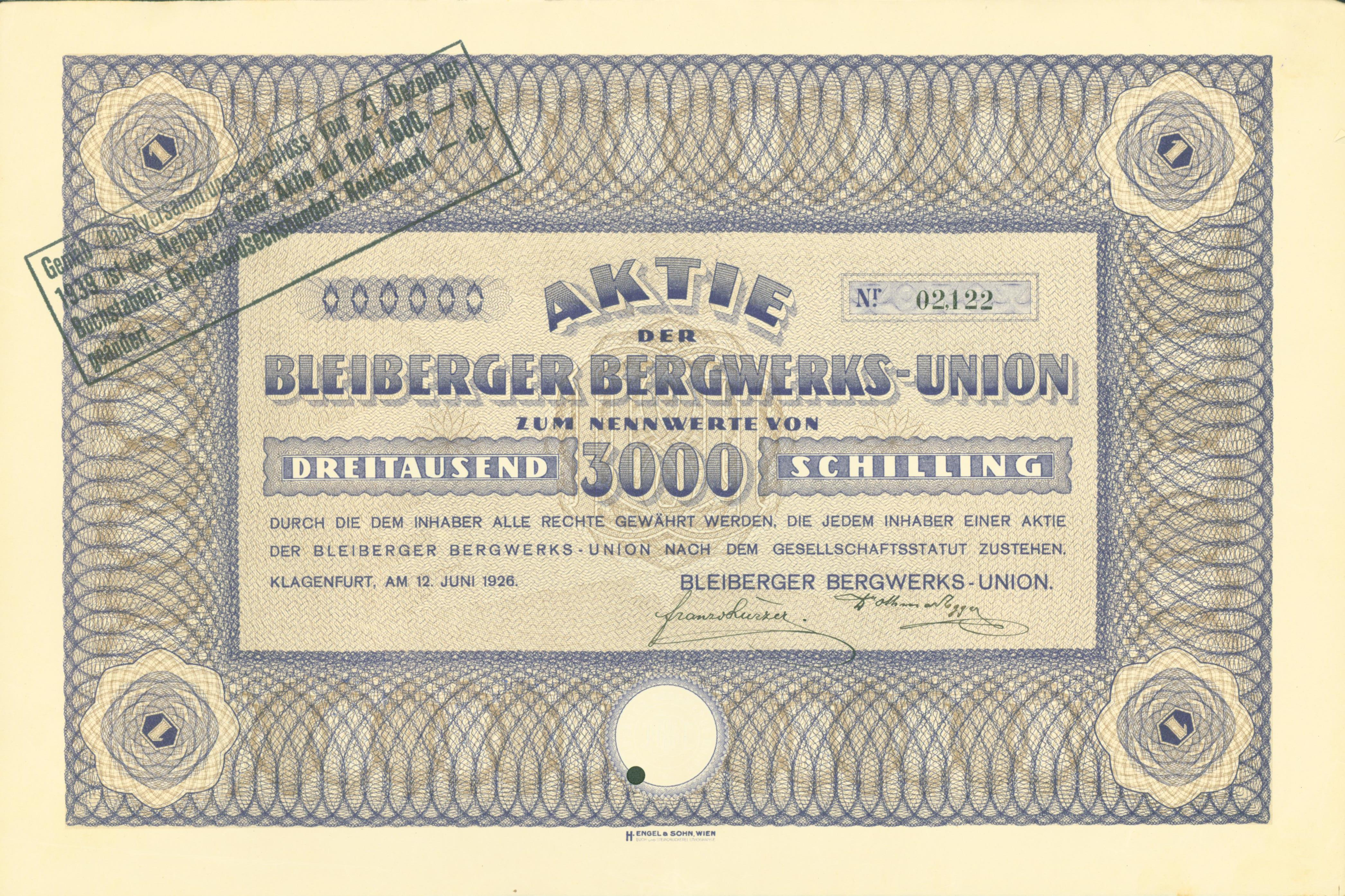
Aktie über 3000 Schilling der Bleiberger Bergwerks-Union vom 12. Juni 1926

Die BBU entstand 1867 (nach Werner Drobesch, "Kärnten als Modellfall einer ökonomischen Teilmodernisierung" in "Bulletin", Estes Halbjahr 1923, S. 96 erst 1868) durch die Fusionen mehrerer selbstständiger Bergbau-Gewerkschaften. Treibende Kraft des Zusammenschlusses und erster Präsident der BBU war der Gewerke Romuald Holenia. Die Hauptsparte der Union bestand darin, Blei und Zink aus Untertagbergwerken zu fördern und zu verarbeiten. Das Abbaugebiet erstreckte sich über Mittel- und Unterkärnten. Die BBU ist nach dem Hauptabbauort in der heutigen Gemeinde Bad Bleiberg benannt, der schon im Jahre 1333 in einer Urkunde von Bischof Werntho von Bamberg als Pleyberg erwähnt wird, was auf den schon frühen Abbau des begehrten Rohstoffes schließen lässt.
1892 nahm die BBU die erste elektrische Grubenbahn in Österreich in Betrieb und begann mit der Elektrifizierung ihres Bergbaus. 1913 arbeiteten 2.200 Personen für die BBU. 
In der Zwischenkriegszeit sank der Mitarbeiterstand auf lediglich 630 Personen, 1931 wurde der Bergbau aufgrund der Weltwirtschaftskrise überhaupt für ein Jahr stillgelegt. Im Jahre 1938 wurde das Unternehmen von den Nationalsozialisten das erste Mal, im Jahre 1946 auf Grund des österreichischen Verstaatlichtengesetz vom 26. Juni 1946 noch einmal verstaatlicht. Während der NS-Zeit vergrößerte sich das Unternehmen und erwarb weitere Bergbaue und Verarbeitungsbetriebe. Nach dem Zweiten Weltkrieg gingen die mittlerweile in Jugoslawien und der ČSSR gelegenen Betriebe verloren. Von den neu hinzugekommenen inländischen Betrieben verblieben eine Zinkhütte in Neu-Erlaa und der Antimonbergbau Schlaining im Burgenland bei der BBU. 1979 arbeiteten 1.600 Personen für das Unternehmen.
Der Bergbau wurde 1993 nach der Auflösung der Aktiengesellschaft und Privatisierung der BBU schließlich aufgegeben. Teile der ehemaligen Stollen werden heute als Schaubergwerke Terra Mystica und Terra Montana genutzt. Der Friedrich- und der Thomasstollen wurden erweitert und werden als Heilstollen (99 % Luftfeuchtigkeit, 8 °C) genutzt.

## Persönlichkeiten
- Paul Mühlbacher, 1891 bis 1919 Präsident der Bleiberger Bergwerksunion

## Bilder

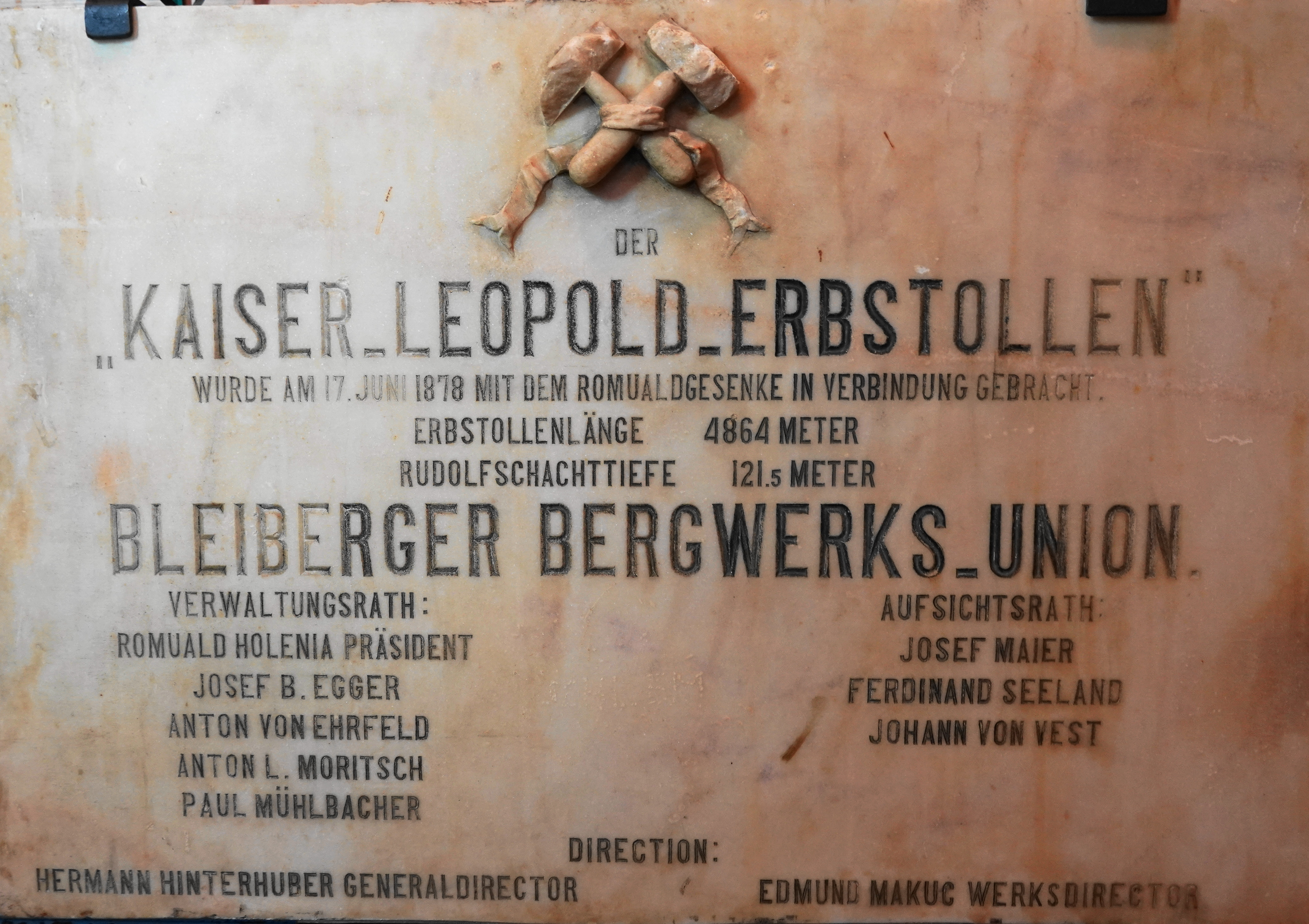
Erinnerungstafel am Kaiser Leopold-Erbstollen
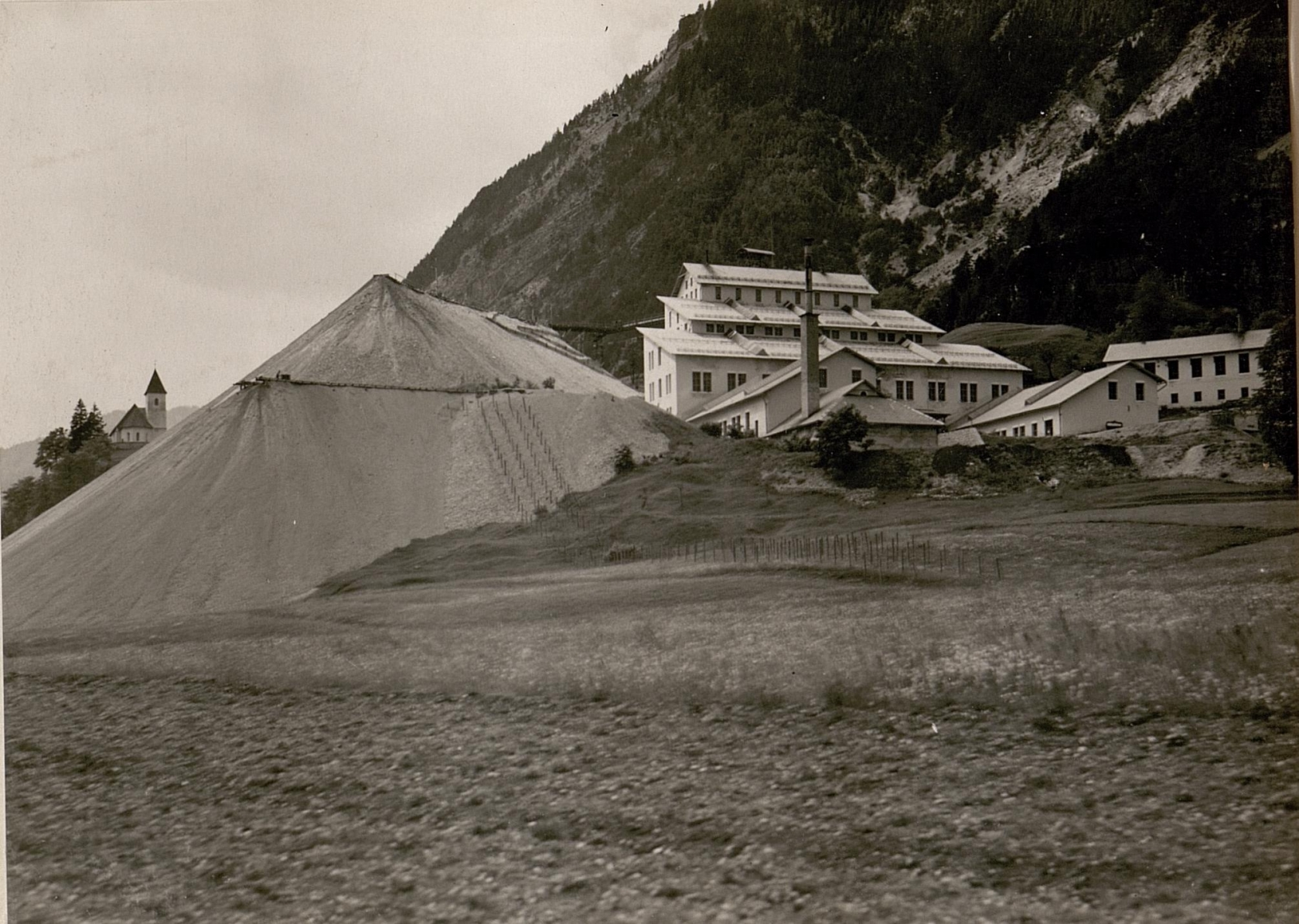
Bleibergwerk in Kreuth bei Bleiberg
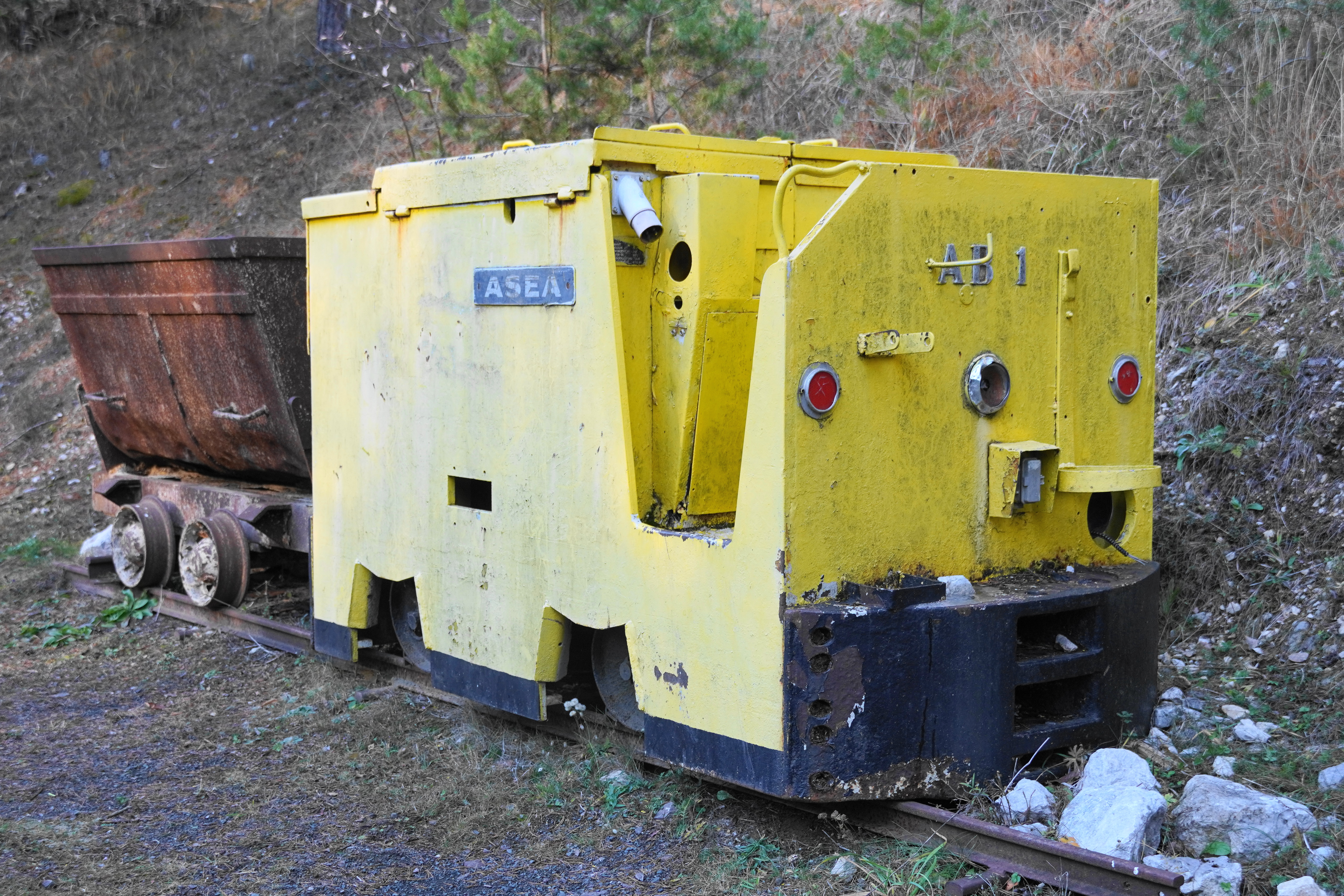
Ehemalige Grubenlok von ASEA (Baujahr 1969)
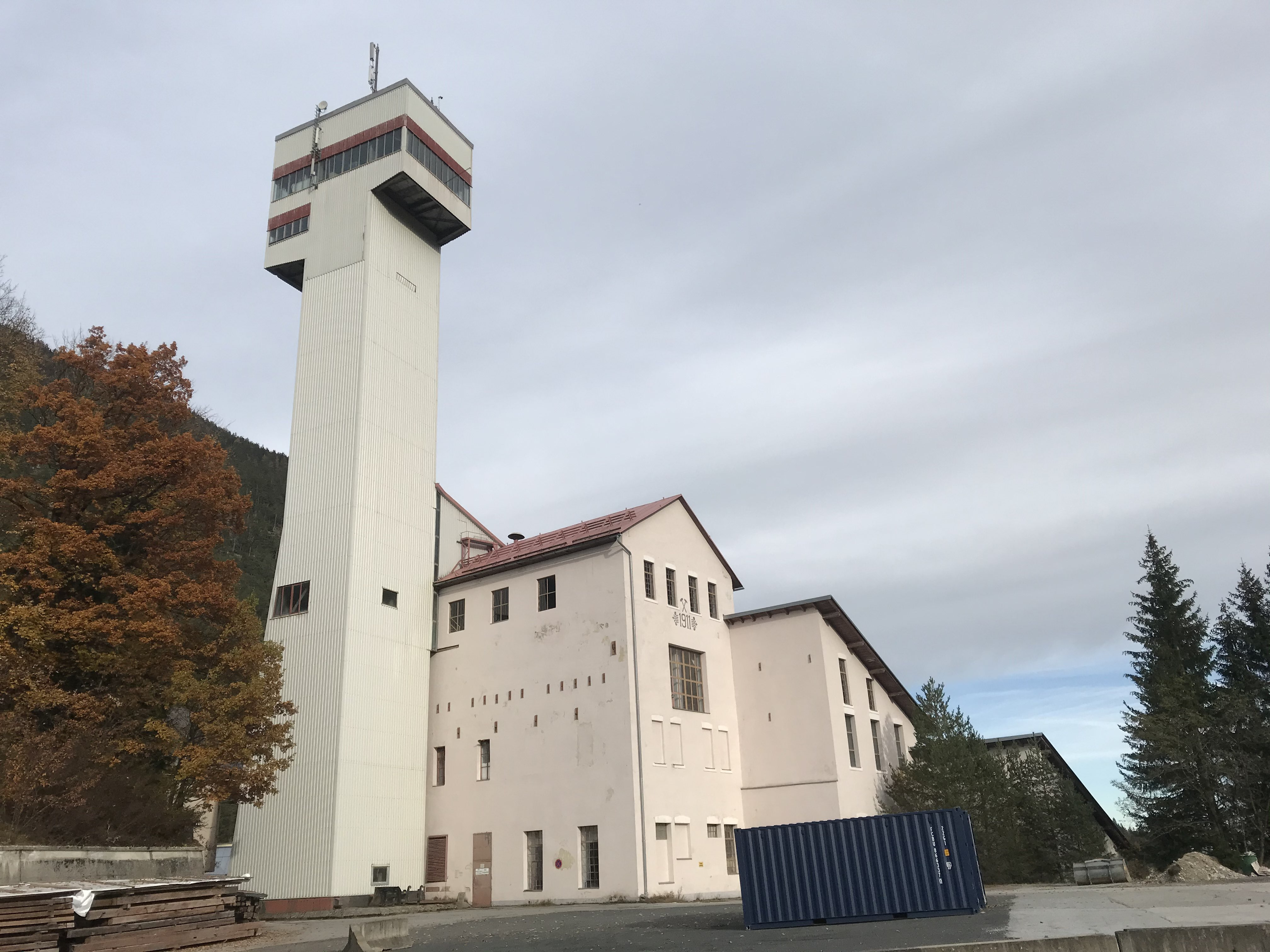
Ehemalige Gebäude des Antonischachtes
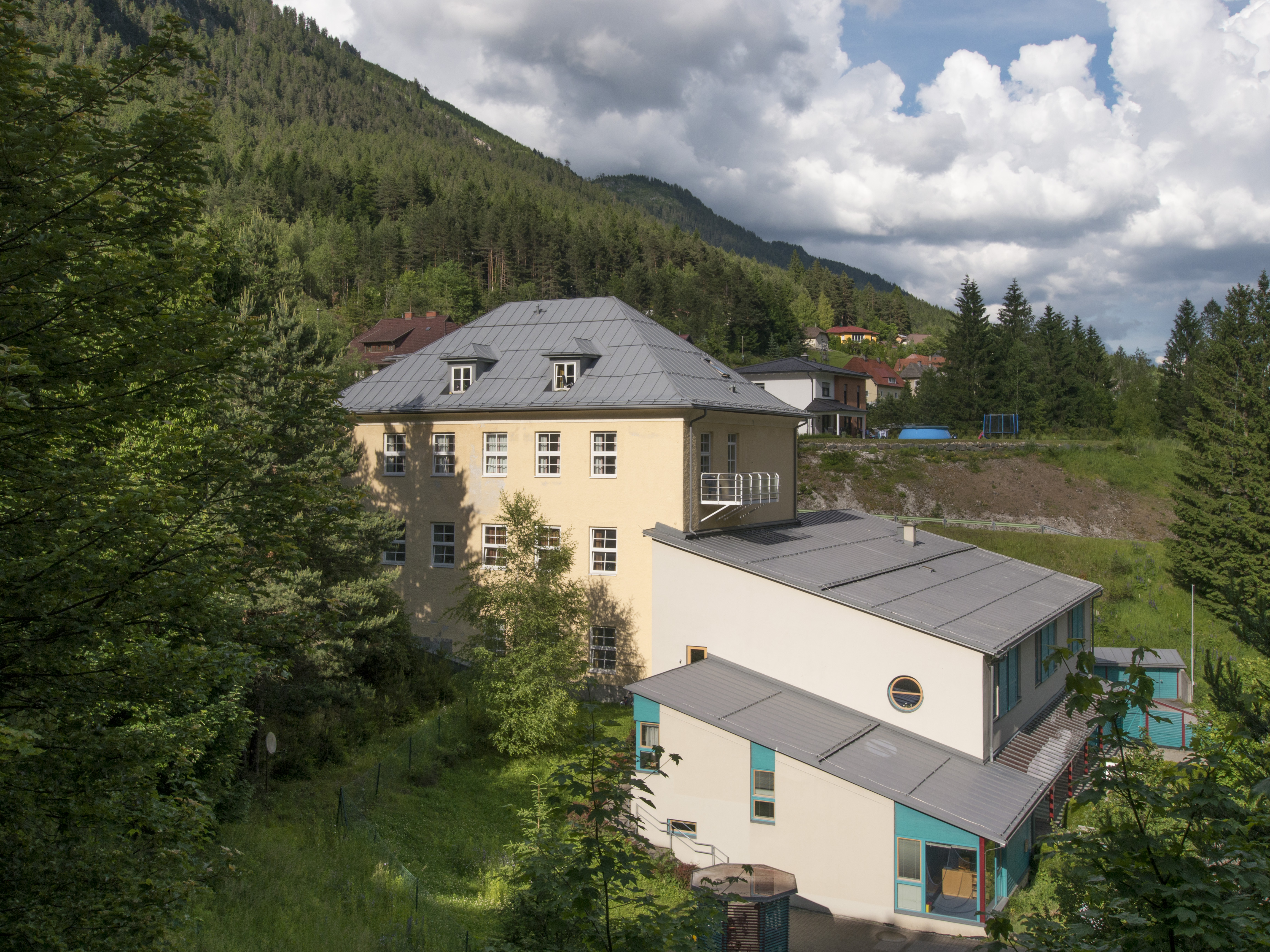
Ehemalige Aufbereitungsanlage in Bleiberg-Nötsch
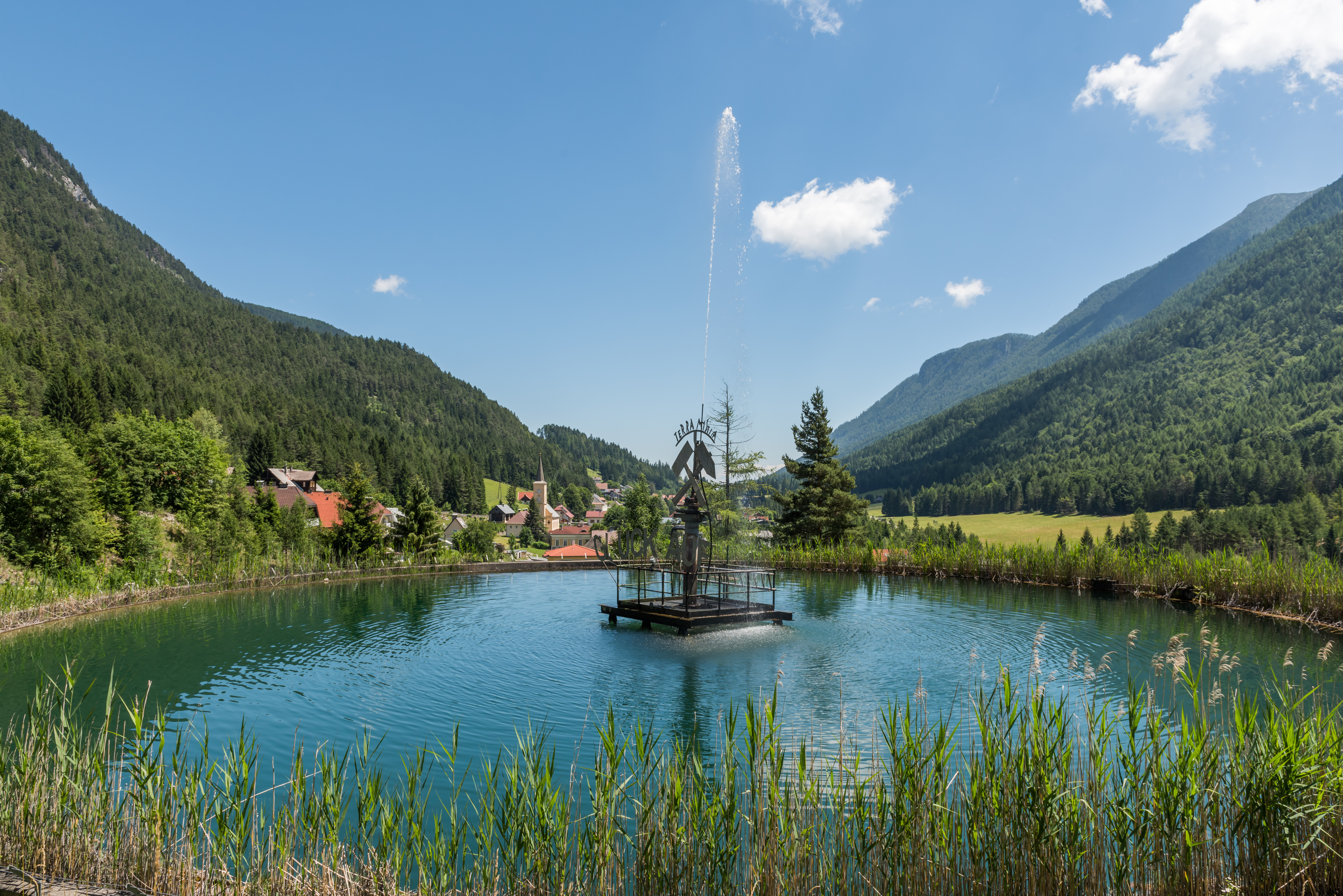
Löschwasserteich des Antonischachtes
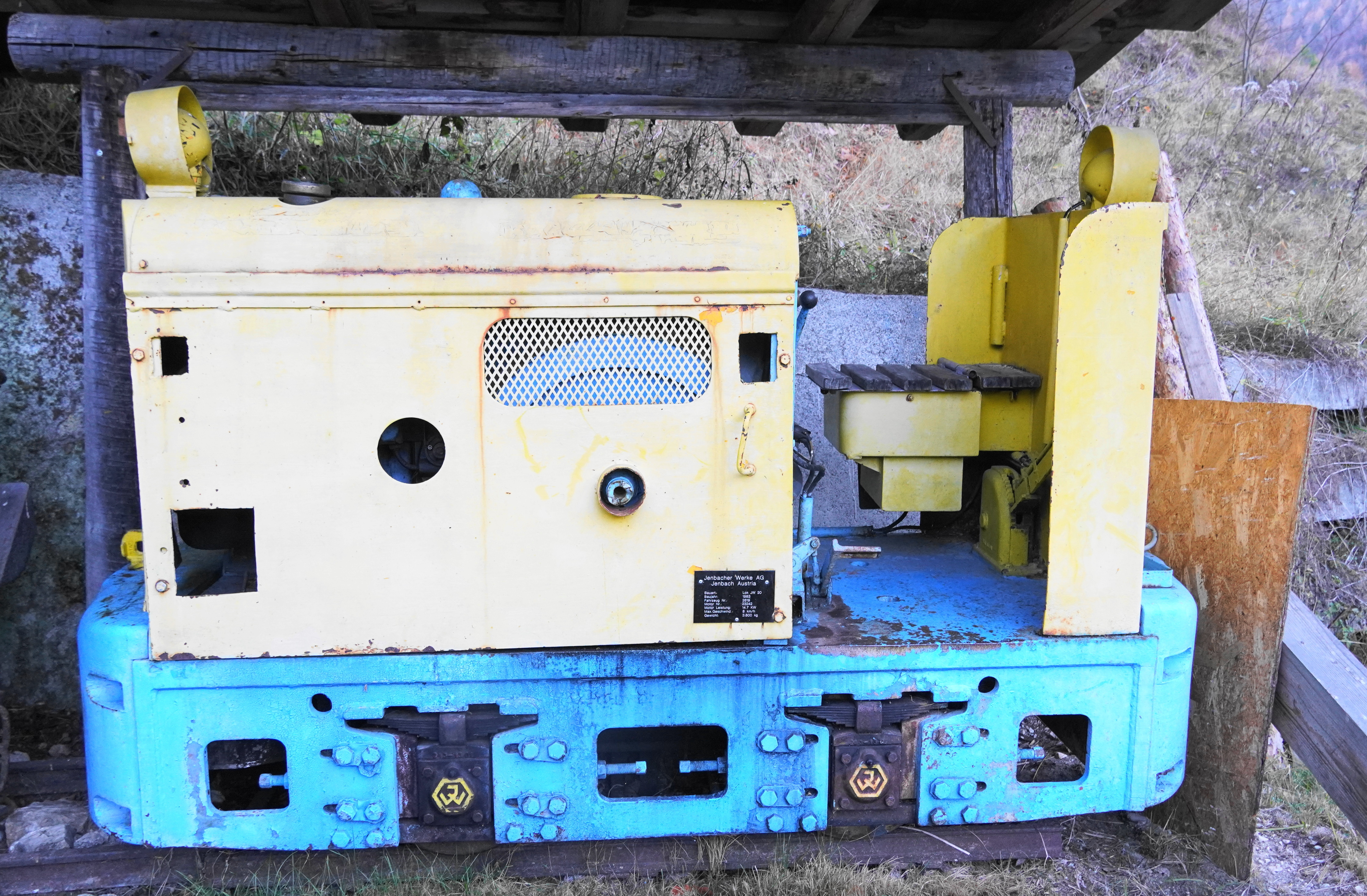
Jenbacher Feldbahnlokomotive der BBU
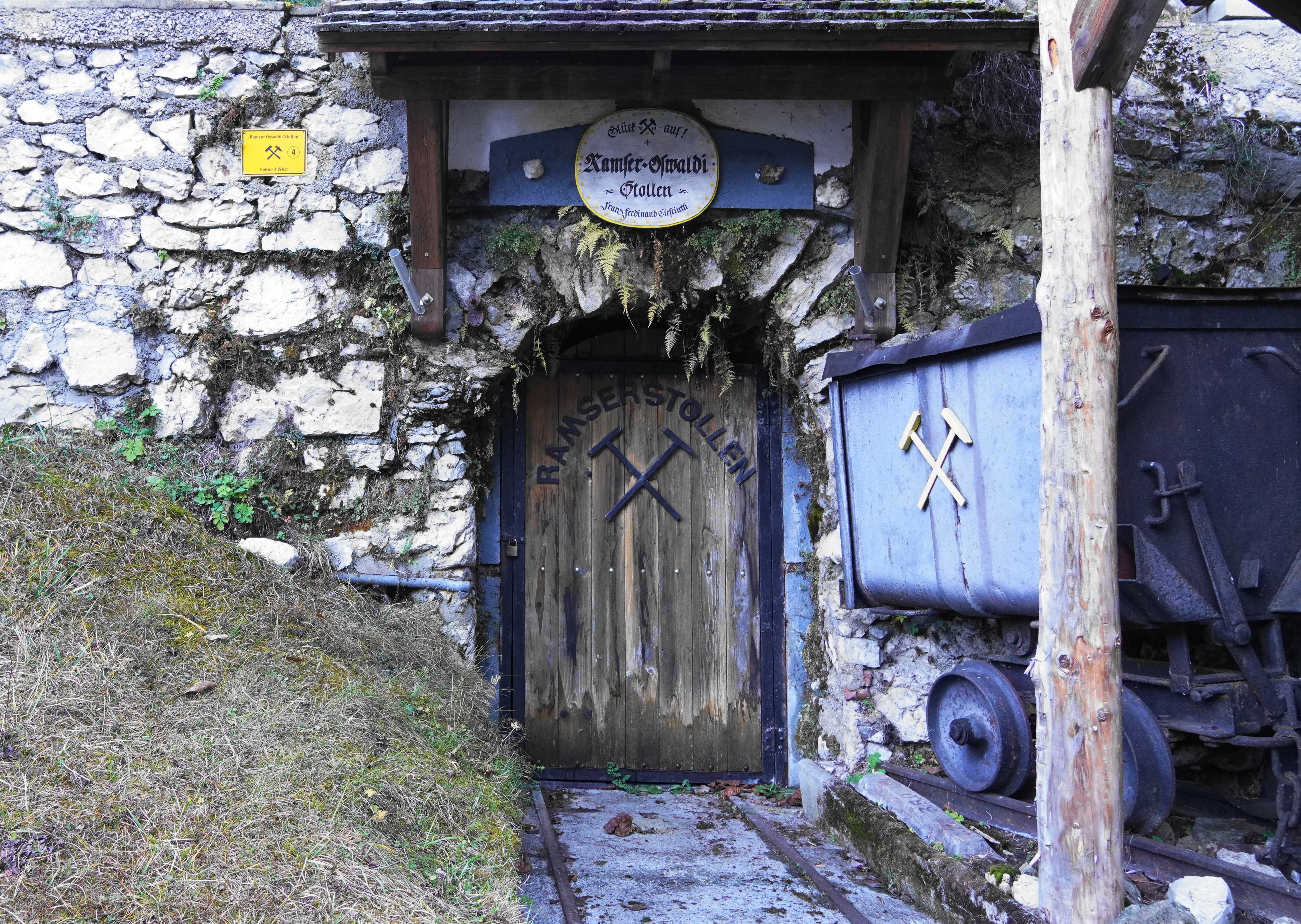
Ehemaliger Ramser-Stollen in Bleiberg